# Ouratea salicifolia
Ouratea salicifolia är en tvåhjärtbladig växtart som först beskrevs av A. St.-hil. och Tul., och fick sitt nu gällande namn av Adolf Engler. Ouratea salicifolia ingår i släktet Ouratea och familjen Ochnaceae. Inga underarter finns listade i Catalogue of Life.